# Sindechites chinensis
Sindechites chinensis là một loài thực vật có hoa trong họ La bố ma. Loài này được (Merr.) Markgr. & Tsiang miêu tả khoa học đầu tiên năm 1936.